# Physocleora
Physocleora là một chi bướm đêm thuộc họ Geometridae.